# ماتریس ژاکوبی
در حساب برداری، ماتریس ژاکوبی (به انگلیسی: Jacobian matrix) از یک تابع برداری-مقدار از چندین متغیر برابر ماتریسی از همه  مشتق‌های جزئی درجه اول آن است. وقتیکه ماتریس مربعی باشد، یعنی، وقتیکه تابع همان تعداد متغیر را به عنوان ورودی بپذیرد که تعداد مولفه‌های برداری خروجی‌اش است، به دترمینان آن دترمینان ژاکوبی گفته می‌شود. در متون هم به خود ماتریس و هم به دترمینان به سادگی ژاکوبی هم گفته می‌شود.
ماتریس ژاکوبی، نامیده شده به اسم ریاضیدان آلمانی: کارل گوستاو ژاکوب ژاکوبی، ماتریسی است که در آن تمام مشتق‌های جزئی مرتبه اول یک تابع چند متغیره {\displaystyle f\colon {\mathbb {R} ^{n}}\to {\mathbb {R} ^{m}}}
موجود می‌باشد. این ماتریس تعمیم یافته‌ای از مشتق یک بعدی است.

## تعریف
اگر {\displaystyle f\colon {\mathbb {R} ^{n}}\to {\mathbb {R} ^{m}}} یک تابع
مشتق‌پذیر چند متغیره باشد که مقادیر آن
{\displaystyle [y_{1}(x_{1}\cdots x_{n}),\cdots ,y_{m}(x_{1}\cdots x_{n})]} باشند، آنگاه مشتق آن در هر نقطه {\displaystyle (x_{1}\cdots x_{n})}، یک نگاشت خطی از فضای
{\displaystyle {\mathbb {R} ^{n}}} به {\displaystyle {\mathbb {R} ^{m}}} می‌باشد، به طوری که ماتریس این نگاشت خطی به صورت زیر نوشته می‌شود.
{\displaystyle J_{F}(x_{1},\ldots ,x_{n}):={\frac {\partial (y_{1},\ldots ,y_{m})}{\partial (x_{1},\ldots ,x_{n})}}:={\begin{bmatrix}{\frac {\partial y_{1}}{\partial x_{1}}}&\cdots &{\frac {\partial y_{1}}{\partial x_{n}}}\\\vdots &\ddots &\vdots \\{\frac {\partial y_{m}}{\partial x_{1}}}&\cdots &{\frac {\partial y_{m}}{\partial x_{n}}}\end{bmatrix}}}

## چند مثال
مثال ۱: تابع {\displaystyle F:\mathbb {R} ^{2}\rightarrow \mathbb {R} ^{2}} را با این تعریف در نظر بگیرید:
{\displaystyle F(x,y)={\begin{bmatrix}x^{2}y\\5x+\sin(y)\end{bmatrix}}.}
که در آن
{\displaystyle F_{1}(x,y)=x^{2}y}
و
{\displaystyle F_{2}(x,y)=5x+\sin(y)}
ماتریس ژاکوبی F چنین است:
{\displaystyle J_{F}(x,y)={\begin{bmatrix}{\dfrac {\partial F_{1}}{\partial x}}&{\dfrac {\partial F_{1}}{\partial y}}\\{\dfrac {\partial F_{2}}{\partial x}}&{\dfrac {\partial F_{2}}{\partial y}}\end{bmatrix}}={\begin{bmatrix}2xy&x^{2}\\5&\cos(y)\end{bmatrix}}}
و دترمینان ژاکوبی:
{\displaystyle \det(J_{F}(x,y))=2xy\cos(y)-5x^{2}.}
مثال ۲: ماتریس ژاکوبی تابع F : R3 → R4 شامل:
{\displaystyle y_{1}=x_{1}\,}
{\displaystyle y_{2}=5x_{3}\,}
{\displaystyle y_{3}=4x_{2}^{2}-2x_{3}\,}
{\displaystyle y_{4}=x_{3}\sin(x_{1})\,}
چنین است:
{\displaystyle J_{F}(x_{1},x_{2},x_{3})={\begin{bmatrix}{\dfrac {\partial y_{1}}{\partial x_{1}}}&{\dfrac {\partial y_{1}}{\partial x_{2}}}&{\dfrac {\partial y_{1}}{\partial x_{3}}}\\[3pt]{\dfrac {\partial y_{2}}{\partial x_{1}}}&{\dfrac {\partial y_{2}}{\partial x_{2}}}&{\dfrac {\partial y_{2}}{\partial x_{3}}}\\[3pt]{\dfrac {\partial y_{3}}{\partial x_{1}}}&{\dfrac {\partial y_{3}}{\partial x_{2}}}&{\dfrac {\partial y_{3}}{\partial x_{3}}}\\[3pt]{\dfrac {\partial y_{4}}{\partial x_{1}}}&{\dfrac {\partial y_{4}}{\partial x_{2}}}&{\dfrac {\partial y_{4}}{\partial x_{3}}}\\\end{bmatrix}}={\begin{bmatrix}1&0&0\\0&0&5\\0&8x_{2}&-2\\x_{3}\cos(x_{1})&0&\sin(x_{1})\end{bmatrix}}.}
این مثال همچنین نشان می‌دهد که ماتریس ژاکوبی لزوماً نباید مربعی باشد.

## کاربردها
از مهم‌ترین استفاده‌های این ماتریس، دترمینان آن است (مسلماً در صورتی که ماتریس، مربعی باشد) که در محاسبه انتگرال‌های چند بعدی، مورد استفاده قرار می‌گیرد. به این روش، روش تغییر متغیر در محاسبه انتگرال‌ها گفته می‌شود.